# Positiva Records
Positiva Records – brytyjska wytwórnia muzyczna należąca do EMI powstała w 1993 roku.
Wytwórnia współpracowała m.in. z takimi artystami jak Reel 2 Real, DJ Quicksilver, Alice DeeJay, Binary Finary, BBE, Fragma, Deep Dish, Spiller, Axwell.